# Libracija
Libracija je promjena orijentacije Mjesečeve površine u odnosu na motritelja na Zemlji. 
Vrste libracije su: 
- dnevna libracija - nastaje zbog promjene položaja promatrača u odnosu na Mjesec zbog rotacije Zemlje
- libracija u širini - nagib Mjesečevih polova prema promatraču na Zemlji zbog priklona Mjesečeva ekvatora prema ravnini njegove staze oko Zemlje
- libracija u dužini - kolebanje položaja Mjeseca u smjeru istok-zapad, zbog čega promatrač na Zemlji povremeno može vidjeti područja iza istočnog, odnosno zapadnog ruba Mjesečeve ploče. Libracija u dužini posljedica je nejednolike brzine Mjesečeve revolucije oko Zemlje (zbog eliptičnosti njegove staze).

Mjesečeva libracija je rezultat svih triju libracija.

## Vanjske poveznice
- Libracija Mjeseca (e-škola astronomije)  Arhivirana inačica izvorne stranice od 22. siječnja 2005. (Wayback Machine)
- Astronomska sekcija Fizikalnog društva Split - Mjesečeva libracija  Arhivirana inačica izvorne stranice od 19. kolovoza 2005. (Wayback Machine)